# CLAP (音频插件格式)
CLever Audio Plug-in API（或CLAP）是一套用于为数字音频工作站编写音频插件（包括合成器、MIDI生成器与效果器）的标准，及其对应的开发工具包和参考实现套件，类似于VST、Audio Units和AAX。该规范本身和其参考实现由 u-he 和Bitwig于 2022 年发布     。
CLAP 最初于2014年诞生，用以提供比VST更易用的插件开发平台。 CLAP 的优势包括：非破坏性参数自动化（调制解除后参数自动回到原始状态）、多语音包络、完整的MIDI 2.0（以及MPE）支持、通过线程池改善多核 CPU 性能、便于未来扩展；以及通过在MIT 开源许可证下发布，使得框架的（开源和专有）使用不受许可证限制。 
目前（2023年9月），有 9 个 DAW 和 55 个插件制作者 支持了 CLAP 格式，他们制作了超过 250 个 CLAP 插件，其中 150 多个是免费的 。